# Atomic Mass Evaluation

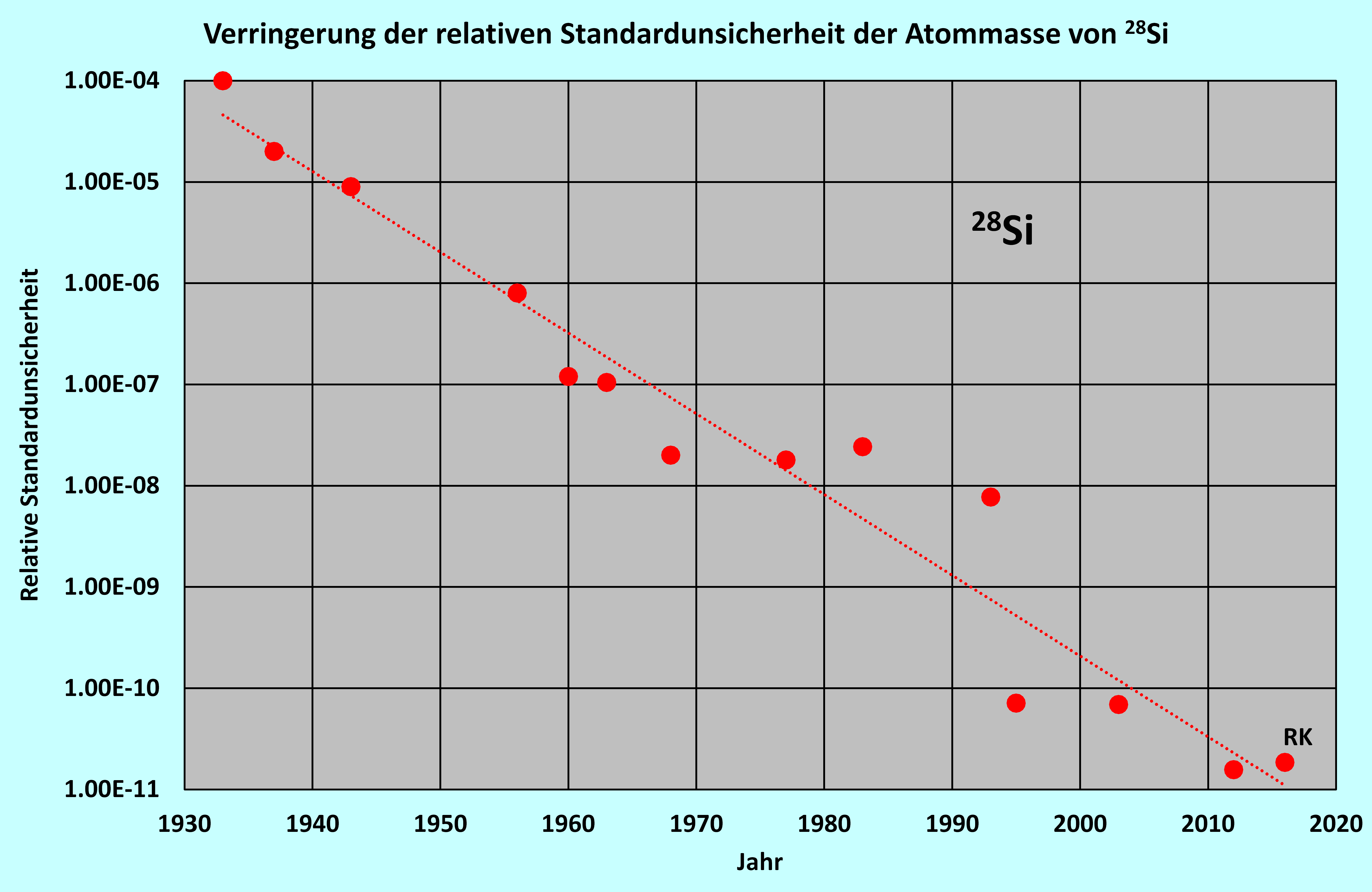
Verringerung der relativen Standardunsicherheit der Atommasse von ^{28}Si in den Jahren von 1933 bis 2016

Seit den 1970er Jahren wird unter dem Projektnamen Atomic Mass Evaluation (AME) (deutsch etwa Einschätzung/Bewertung der Atommassen) von Zeit zu Zeit ein neuer konsistenter und umfassender Satz der Atommassen aller bekannten Nuklide bereitgestellt. Die AME-Einschätzungen stehen unter der Schirmherrschaft der C2-Kommission der Internationalen Union für Reine und Angewandte Physik (IUPAP). Die C2-Kommission ist seit 1931 zuständig für Symbole, Einheiten, Nomenklatur, Atommassen und fundamentale Konstanten.
Die Arbeit wird vom Atomic Mass Data Center (AMDC) durchgeführt. Bis zum Jahr 2013 war es im Centre de Spectrométrie Nucléaire et de Spectrométrie de Masse in Orsay bei Paris angesiedelt. Seit dem Jahr 2013 wird das AMDC im Institute of Modern Physics, Chinese Academy of Sciences in Lanzhou (China) fortgeführt. Das AMDC sammelt Messwerte der Atommassen und damit verbundener physikalischer Größen, bewertet deren Qualität, berechnet in einem aufwendigen mathematischen Prozedere zuverlässige Werte und publiziert regelmäßig die eingeschätzten Atommassen. Diese Atomic Mass Evaluations gehören zu den am häufigsten zitierten Publikation der Fachrichtungen Atomphysik, Kernphysik und Kernchemie.
Atommassen werden direkt in Massenspektrometern gemessen oder werden aus Energiemessungen an radioaktiven Zerfällen oder Kernreaktionen abgeleitet. Die Messwerte werden sorgfältig ausgewertet und letztlich mit der Methode der kleinsten Quadrate bearbeitet, wobei alle verfügbaren experimentellen Daten einbezogen werden.
Ähnlich wie das CODATA die Zuverlässigkeit und Zugänglichkeit grundlegender physikalischer Konstanten bereitstellt, leistet die Atomic Mass Evaluation dies für Atommassen und verwandte Größen. Wie die grundlegenden physikalischen Konstanten sind auch die Atommassen Naturkonstanten.
Die eingeschätzten Atommassen spielen in vielen Bereichen der Naturwissenschaften eine Hauptrolle. In vielen Zweigen der Physik und Chemie, etwa in der Atomphysik, Kernphysik, Astrophysik, Festkörperphysik, Reaktorphysik, Kerntechnik, der Physikalischen Chemie, der Kernchemie etc., ist die Masse eines Atoms das Bindeglied zwischen den physikalischen Größen Massendichte und Atomanzahldichte für jeden mit Materie gefüllten Raumbereich. Auf den Zahlenwerten der Atommasse basieren weltweit die Massen, die in sekundären Massentabellen, in Nuklidkarten etc. angegeben werden. Interaktive Rechenhilfen (Tools), z. B. die, die die Q-Werte berechnen, greifen auf diese Atommassen zurück.
Die Abbildung zeigt die Abnahme der relativen Standardunsicherheit der Atommasse des Nuklids 28Si in den Jahren zwischen 1933 und 2016. Wie die dargestellte Trendline zeigt, hat sich die relative Standardunsicherheit der Atommasse dieses Nuklids um fast eine Größenordnung pro Jahrzehnt verringert. Die Atommasse von 28Si hat eine besondere Bedeutung, denn mit dem Avogadroprojekt wird versucht, die SI-Basiseinheit Kilogramm des Internationalen Einheitensystems neu zu definieren als die Masse einer bestimmten Anzahl von 28Si-Atomen.

## Zur Geschichte

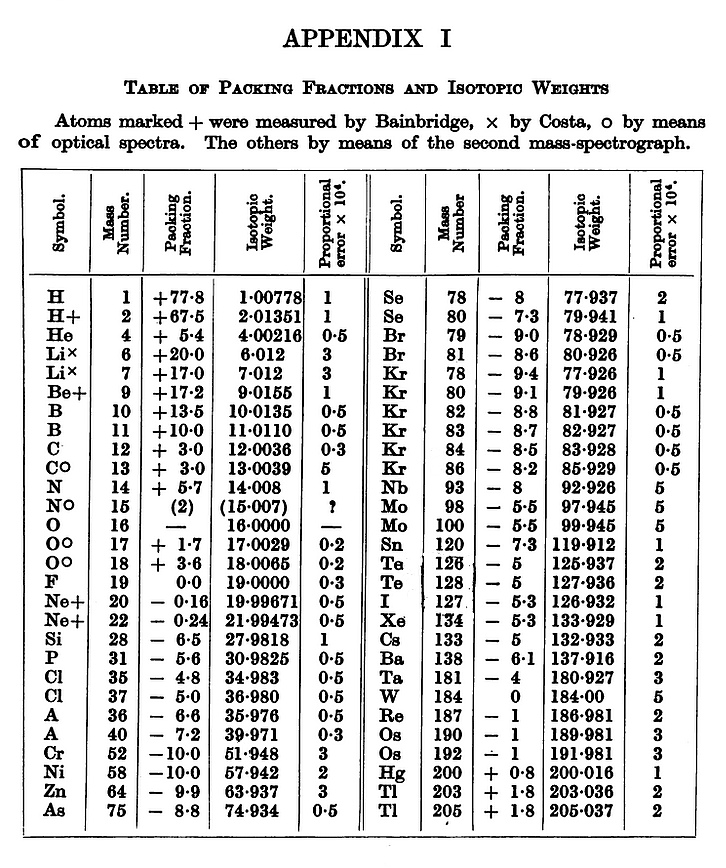
Tabelle der Atommassen (Isotopic Weights) aus der Monografie Mass-spectra and isotopes von Francis William Aston aus dem Jahr 1933, S. 235

Das Atomic Mass Data Center setzt eine Tradition fort, die der Chemiker und Physiker Francis William Aston begründet hat. Die Forschungsrichtung, Atommassen einzuschätzen, wurde insbesondere von dem Physiker Josef Mattauch experimentell und begrifflich geprägt und von dem experimentellen Kernphysiker Aaldert Wapstra und seinem Mitarbeiter, dem Physiker Georges Audi, zu ihrer heutigen Bedeutung geführt.
Vermutlich erstmals kombinierten Milton Stanley Livingston und Hans Albrecht Bethe im Jahr 1937 Massendaten der Massenspektroskopie, Daten induzierter Kernreaktionen und Zerfallsdaten bis zum Nuklid 40K. In Deutschland wurden in den 1930er Jahren die Atommassen systematisch unter der Ägide der Chemiker gesammelt und jährlich ein Bericht in den Berichten der Deutschen Chemischen Gesellschaft unter dem Titel „Die chemischen Elemente und natürlichen Atomarten nach dem Stande der Isotopen- und Kernforschung“ herausgegeben. Das Interesse an dieser Zusammenstellung verschob sich dabei immer mehr in Richtung Physik und wurde deshalb nach 1940 in der Physikalischen Zeitschrift veröffentlicht.
Die folgende Tabelle, in drei Zeitabschnitte untergliedert, basiert auf einem historischen Abriss in einer Arbeit von Georges Audi, die er mit dem Satz beginnt: The history of nuclear masses is almost as old as that of nuclear physics itself.
| Jahr | Autoren                            | Titel/Bemerkung                                         |
| ---- | ---------------------------------- | ------------------------------------------------------- |
| 1933 | F. W. Aston                        | Mass-spectra and isotopes[5]                            |
| 1935 | H. A. Bethe                        | Masses of Light Atoms from Transmutation Data[9]        |
| 1937 | M. S. Livingston, H. A. Bethe      | Kombinierte Einschätzung: Energien + Masse[7]           |
| 1940 | O. Hahn, S. Flügge, J. Mattauch    | Die chemischen Elemente und natürlichen Atomarten …[10] |
| 1943 | S. Flügge, J. Mattauch             | Die chemischen Elemente und natürlichen Atomarten …[11] |
| 1946 | G. Seaborg                         | The Plutonium project table[12]                         |
| 1948 | A. H. Wapstra                      | Table of atomic nuclei[13]                              |
| 1955 | A. H. Wapstra, J. R. Huizenga      | Isotopic masses[14][15][16]                             |
| 1956 | J. Mattauch et al.                 | The masses of light nuclides[17]                        |
| 1957 | J. Mattauch, F. Everling           | Masses of atoms of A < 40[18]                           |
| 1960 | F. Everling et al.                 | Relative nuclidic masses[19][20]                        |
| 1962 | L. A. König et al.                 | 1961 nuclidic mass table[21]                            |
| 1965 | J. H. E. Mattauch et al.           | 1964 atomic mass table[22]                              |
| 1971 | A. H. Wapstra, M. B. Gove          | The 1971 atomic mass evaluation[23]                     |
| 1977 | A. H. Wapstra, K. Bos              | The 1977 atomic mass evaluation[24]                     |
| 1985 | A. H. Wapstra, G. Audi             | The 1983 atomic mass evaluation[25][26][27][28]         |
| 1993 | G. Audi, A. H. Wapstra             | The 1993 atomic mass evaluation[29][30][31][32][33]     |
| 2003 | A. H. Wapstra, G. Audi et al.      | The AME2003 atomic mass evaluation[34][35]              |
| 2012 | G. Audi et al., M. Wang et al.     | The AME2012 atomic mass evaluation[36][37]              |
| 2016 | W. J. Huang et al., M. Wang et al. | The AME2016 atomic mass evaluation[38][39]              |
| 2021 | M. Wang, W. J. Huang et al.        | The AME 2020 atomic mass evaluation[40][41]             |
In den 1950er Jahren wurden mathematische Verfahren entwickelt, mit der Methode der kleinsten Quadrate Atommassen einzuschätzen, die mit unterschiedlicher Genauigkeit mehrfach gemessen und/oder aus verschiedenartigen Quellen (Massenspektroskopie, induzierte Kernreaktionen und Zerfallsdaten) stammen. Die in diesem Sinn erste moderne Einschätzung von Atommassen veröffentlichten A. H. Wapstra und J. R. Huizenga im Jahr 1955. Im Jahr 1971 wurde mit Atomic mass evaluation auch ein „zugkräftiger“ Titel gefunden, der sich bis heute erhalten hat.
Unter dem Projektnamen Atomic Mass Compilation (AMC) wurde eine alternative Sammlung von Atommassen gestartet und die Ergebnisse unter dem Titel Atomic mass compilation 2012 im Jahr 2014 veröffentlicht. Einer der Autoren dieser Sammlung, Bernd Pfeiffer vom GSI Helmholtzzentrum für Schwerionenforschung, war parallel dazu auch Mitautor der AME2012. Dieses neue Atommassenprojekt, insbesondere auch die Namenswahl AMC2012, die mit AME2012 verwechselt werden kann, wurde kritisiert und es wurde festgestellt: We would like to stress that the AMC12 is by no means the continuation or an update of the work initiated by A. H. Wapstra in the 1950’s (Wir möchten betonen, dass der AMC12 keineswegs die Fortsetzung oder ein Update der von A. H. Wapstra in den 1950er Jahren begonnenen Arbeit ist).

## Ergebnisse einerAtomic Mass Evaluation

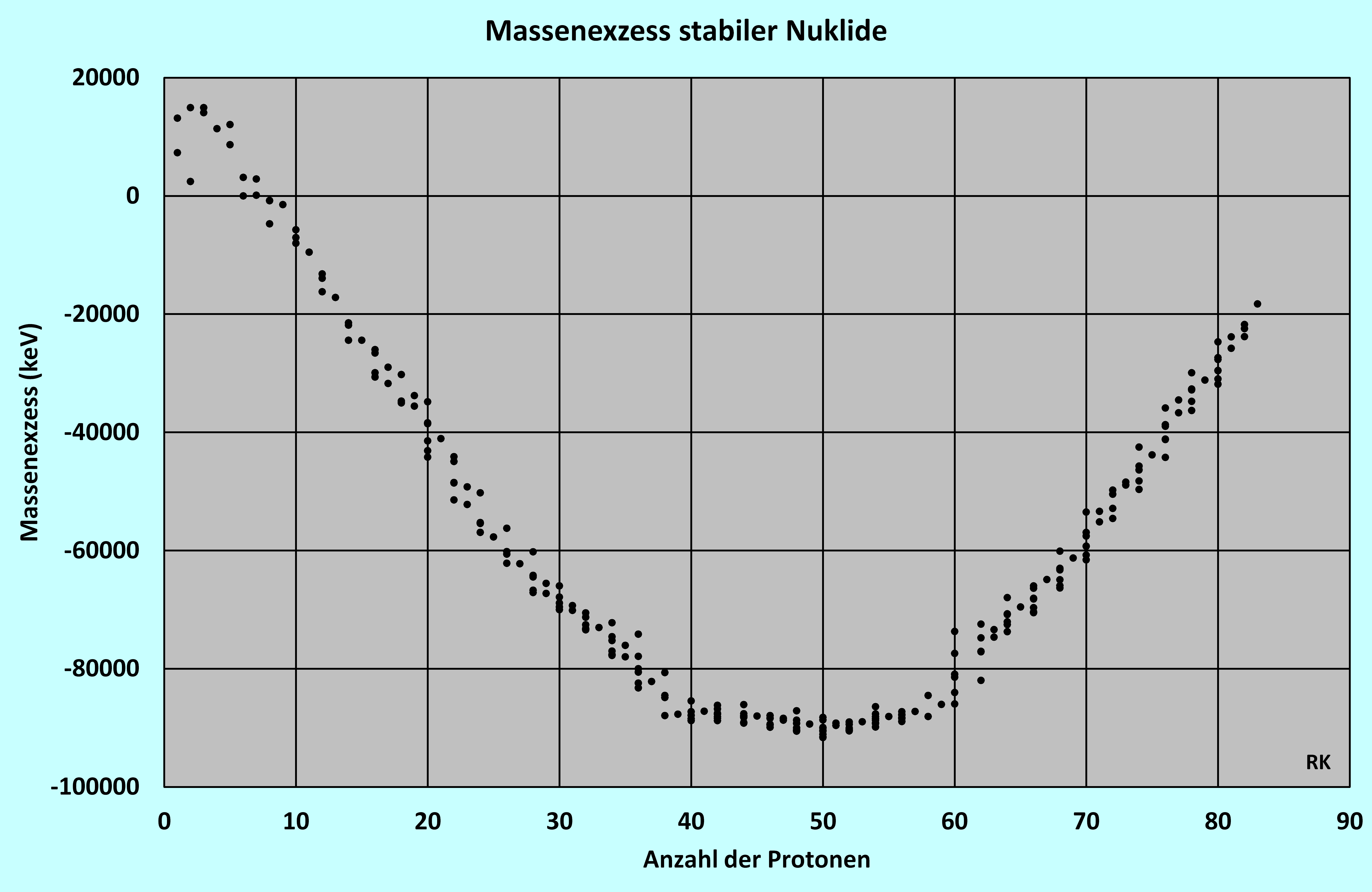
Massenexzess stabiler Nuklide in Abhängigkeit von der Ordnungszahl

Empfehlungen des Atomic Mass Data Center wurden in der Regel als Atomic mass evaluations (AME) in Zeitintervallen von etwa 10 Jahre veröffentlicht. Auf die AME1993, AME2003 und AME2012 folgte die AME2016 in einem kürzeren Abstand. Die Atomic mass evaluations enthalten Atommassen aller bekannten Nuklide (und der verwandten Größen), einschließlich der zugehörigen Standardunsicherheiten. Mit Atommasse ist die Masse eines neutralen, ungebundenen Atoms im nuklearen und elektronischen Grundzustand gemeint.
In der aktuellen AME2016 wurden Massendaten von 3436 Nukliden eingeschätzt. Die Daten sind aus Tradition und drucktechnischen Gründen auf drei Datengruppen verteilt. Zu jeder Datengruppe ist eine maschinenlesbare ASCII-Datei (gespiegelt auf weiteren zwei Servern) abrufbar (s. u.).
Im zweiten Teil der AME2016 The AME2016 atomic mass evaluation (II). Tables, graphs and references sind die Daten auf zwei Tabellen verteilt, Tabelle I und III. Die Tabelle II Influences on primary nuclei gibt für jedes der 1207 primären Nuklide die bedeutendsten Datenbeiträge und deren Einfluss auf seine Masse wieder. Für den Benutzer sind diese Daten von geringerem Interesse und werden deshalb hier nicht erörtert.
Tabelle I, die Haupttabelle (Atomic mass table), enthält für jedes Nuklid nach N (Anzahl der Neutronen), Z (Anzahl der Protonen), A (Anzahl der Nukleonen, A = N + Z), Elt. (Elementsymbol), Orig. (Herkunft der Werte für sekundäre Nuklide) vier Größen und deren Standardunsicherheiten. Alle Größen sind in keV angegeben, mit Ausnahme der Atommasse selbst, die in µu (Mikro-Atomaren Masseneinheiten) angegeben ist.

### 1. Datengruppe
Die 1. Datengruppe, in der Tabelle I Atomic mass table enthält folgende Größen:
```
Mass excess (
Massenexzess
),
Binding energy per nucleon (
Bindungsenergie
 pro Nukleon),
Beta-decay energy (Betazerfallsenergie), Q(β
−
) = (m(A,Z) - m(A,Z+1))*c
2
,
Atomic mass, die Atommasse in µu.
```

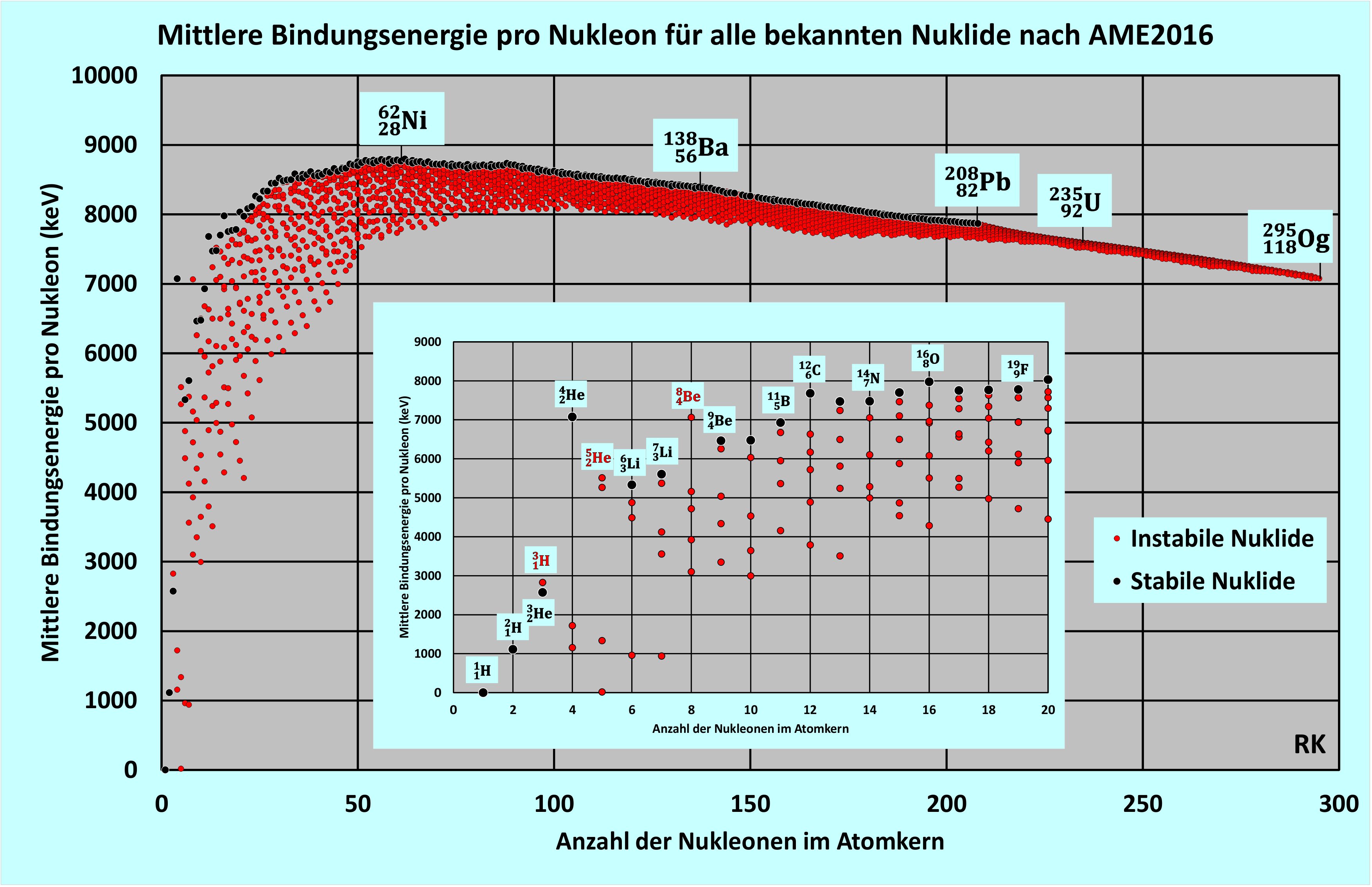
Mittlere Bindungsenergie pro Nukleon in Abhängigkeit von der Anzahl der Nukleonen im Atomkern für alle bekannten Nuklide nach AME2016

Die Daten dieser Gruppe sind in der ASCII-Datei mass16.txt zusammengefasst. Eine gesonderte ASCII-Datei mass16round.txt stellt gerundete Werte dieser ASCII-Datei bereit. Das Quadrat der Vakuumlichtgeschwindigkeit c2, der Umrechnungsgröße zwischen Masse und dem Energieäquivalent der Masse, wird in den AME-Publikationen, einer alten Tradition folgend, in Formeln weggelassen. Im Unterschied dazu wird in den CODATA-Publikationen und in diesem Artikel zwischen Masse und Energieäquivalent der Masse sprachlich genau unterschieden. Dort sind z. B. folgende Größen gelistet: neutron mass (in kg), neutron mass energy equivalent (in J), neutron mass energy equivalent in MeV, neutron mass in u.

### 2. Datengruppe
Die Tabelle III Nuclear-reaction and separation energies enthält 12 Größen, unterteilt in zwei Gruppen:
```
S(n) = (-m(A,Z) + m(A-1,Z) + m
n
)*c
2

S(p) = (-m(A,Z) + m(A-1,Z-1) + m(
1
H))*c
2

Q(4β
−
) = (m(A,Z) - m(A,Z+4))*c
2

Q(d,α) = (m(A,Z) - m(A-2,Z-1) - m(
2
H) - m(
4
He))*c
2

Q(p,α) = (m(A,Z) - m(A-3,Z-1) - m(
4
He) + m(
1
H))*c
2

Q(n,α) = (m(A,Z) - m(A-3;Z-2) - m(
4
He) + m
n
)*c
2
```

Die Daten AME2016 dieser Gruppe sind in der ASCII-Datei rct2-16.txt zusammengefasst.

### 3. Datengruppe
Man beachte, dass in der gedruckten Publikation in der Tabelle III jeweils auf eine Druckseite mit Daten der 2. Datengruppe eine Druckseite mit Daten der 3. Datengruppe folgt. Diese Datengruppe enthält:
```
S(2n) = (-m(A,Z) + m(A-2,Z) + 2*m
n
)*c
2

S(2p) = (-m(A,Z) + m(A-2,Z-2) + 2*m(
1
H))*c
2

Q(α) = (m(A,Z) - m(A-4,Z-2) - m(
4
He))*c
2

Q(2β
−
) = (m(A,Z) - m(A,Z+2))*c
2

Q(εp) = (m(A,Z) - m(A-1,Z-2) - m(
1
H))*c
2

Q(β
−
n) = (m(A,Z) - m(A-1,Z+1) - m
n
)*c
2
```

Die Daten dieser Gruppe sind in der ASCII-Datei rct1-16.txt zusammengefasst.
Die Symbole auf den linken Seiten der Gleichungen in den drei Datengruppen bedeuten:
- Q(β−), Q(2β−) und Q(4β−) die Q-Werte des einfachen, doppelten und vierfachen Beta-Minus-Zerfalls.
- Q(α) ist der Q-Wert einer weiteren spontanen Kernreaktion, des Alpha-Zerfalls.
- S(n) und S(2n) sind die Separationsenergien (Bindungsenergien) des letzten Neutrons bzw. der letzten beiden Neutronen im Atomkern. Diese Größen, mit umgekehrten Vorzeichen genommen, sind gleich den Q-Werten der Kernreaktionen (γ,n) bzw. (γ,2n). Analoges gilt für das Proton bzw. für zwei Protonen.
- Für die induzierten Kernreaktionen (d,α), (p,α) und (n,α) sind die Q-Werte explizit in den Tabellen enthalten.
- Q(εp) den Q-Wert eines (radioaktiven) Elektroneneinfangs mit anschließender Protonenemission.
- Q(β−n) symbolisiert den Q-Wert einer prompten oder verzögerten Neutronenemission nach einem β−-Zerfall eines Nuklids, das nach einer Kernspaltung entstanden ist.

Die Symbole auf den rechten Seiten der Gleichungen bedeuten: m(A,Z) die Masse des Nuklids mit A Nukleonen und Z Protonen, mn die Masse des Neutrons, m(1H)), m(2H), m(4He) die Massen der Atome von leichtem und schwerem Wasserstoff bzw. des 4He-Atoms.
Das Zeichen * anstelle eines Werts in den Tabellen, sowohl in den Zeitschriftenartikeln als auch in den ASCII-Dateien, bedeutet: Nicht berechenbar aus den Eingabedaten.
Das Zeichen # anstelle eines Dezimalpunkts: Wert und Standardunsicherheit wurden aus systematischen Trends abgeschätzt.
Die nachfolgende Tabelle enthält die Atommassen der Nuklide nach AME2016 (S. 030003-2), die am genauesten bekannt sind.
| Nuklid | Atommasse (µu)     | Unsicherheit (µu) | Relativ   |
| ------ | ------------------ | ----------------- | --------- |
| 1n     | 01 008 664,915 823 | 0,000 491         | 4,9·10−10 |
| 1H     | 01 007 825,032 241 | 0,000 094         | 9,3·10−11 |
| 2H     | 02 014 101,778 114 | 0,000 122         | 6,1·10−11 |
| 3H     | 03 016 049,281 985 | 0,000 231         | 7,7·10−11 |
| 3He    | 03 016 029,322 645 | 0,000 220         | 7,3·10−11 |
| 4He    | 04 002 603,254 130 | 0,000 063         | 1,6·10−11 |
| 13C    | 13 003 354,835 209 | 0,000 231         | 1,8·10−11 |
| 14N    | 14 003 074,004 460 | 0,000 207         | 1,5·10−11 |
| 15N    | 15 000 108,898 939 | 0,000 645         | 4,3·10−11 |
| 16O    | 15 994 914,619 598 | 0,000 173         | 1,1·10−11 |
| 17O    | 16 999 131,756 642 | 0,000 704         | 4,1·10−11 |
| 18O    | 17 999 159,612 840 | 0,000 758         | 4,2·10−11 |
| 19F    | 18 998 403,162 882 | 0,000 927         | 4,9·10−11 |
| 28Si   | 27 976 926,534 991 | 0,000 524         | 1,9·10−11 |
| 29Si   | 28 976 494,665 252 | 0,000 600         | 2,1·10−11 |
| 31P    | 30 973 761,998 625 | 0,000 724         | 2,3·10−11 |
Unter der Überschrift Unsicherheit (µu) sind die Standardunsicherheiten und unter Relativ die relativen Standardunsicherheiten der Atommassen gelistet.

## Standardunsicherheiten der AME-Werte

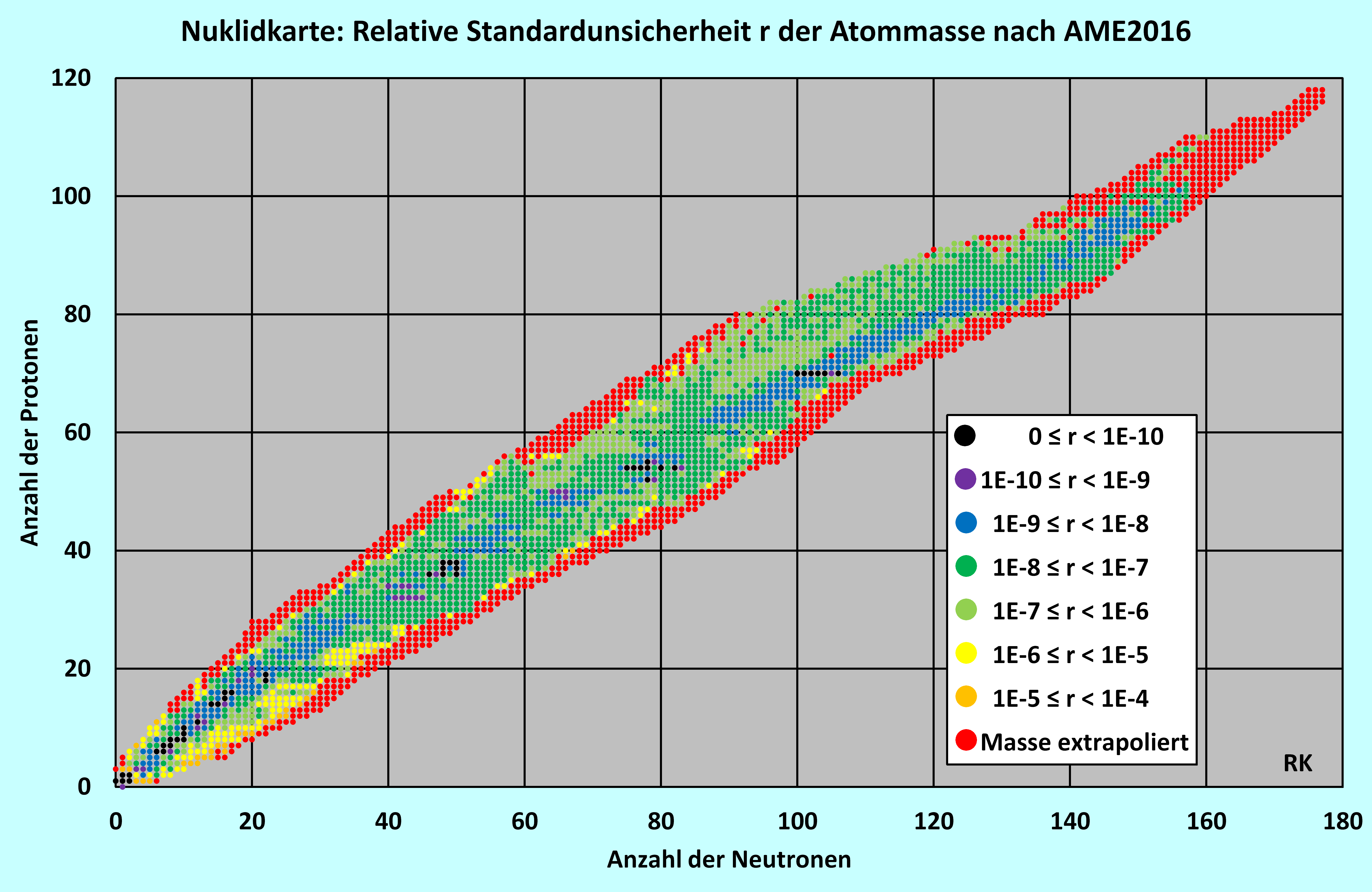
Nuklidkarte: Relative Standardunsicherheit r der Atommasse nach AME2016

Alle Werte der AME basieren auf Messungen von Atommassen oder sind das Ergebnis einer Abschätzung eines systematischen Trends. Die veröffentlichten Werte sind eingeschätzte Werte. Die AME-Werte werden mit einer Standardunsicherheit (englisch Standard uncertainty) angegeben. Atommassen und Unsicherheiten werden in einer Ausgleichsrechnung ermittelt. Rechnerisch wird diese Art der Unsicherheit wie eine Standardabweichung behandelt. Für die Masse ein und desselben Nuklids liegen in der Regel mehrere Messwerte vor, sei es nun aus massenspektroskopischen Messungen oder aus Kernreaktionen. Vom mathematischen Standpunkt betrachtet ist das System, aus dem ein Massenwert zu berechnen ist, überbestimmt. Nach der Methode der kleinsten Quadrate wird mit den bis zu einem Stichtag verfügbaren weltweit ermittelten und publizierten relevanten Messwerten nun das überbestimmte Gleichungssystem gelöst.
Die voranstehende Tabelle, basierend auf der Einschätzung AME2016, enthält auch die relativen Standardunsicherheiten der Atommassen der Nuklide, die am genauesten gemessen worden sind. Das Nuklid 16O besitzt mit 1,1·10−11 die kleinste relative Standardunsicherheit aller gemessenen Atommassen. Unter den stabilen Nukliden besitzt 138Ce mit 7,7·10−8 die größte relative Standardunsicherheit. Die beiden größten gemessenen relativen Standardunsicherheiten überhaupt sind für das äußerst kurzlebige Nuklid 4Li mit 5,7·10−5 und das Nuklid 17Na mit 6,3·10−5 ermittelt worden.
Sei {\displaystyle m} die Atommasse eines Nuklids, und {\displaystyle \Delta m} die zugehörige Standardunsicherheit. Dann wird der Quotient
{\displaystyle r={\frac {\Delta m}{m}}}
als relative Standardunsicherheit {\displaystyle r} bezeichnet. Sie kann leicht aus den von der AME2016 gegebenen Atommassen und deren Standardunsicherheiten für alle Nuklide berechnet werden, ist aber dort nicht explizit angegeben. In der Abbildung sind die relativen Standardunsicherheiten aller Nuklide, unterteilt in acht Klassen, in Form einer Nuklidkarte dargestellt. Die Nuklide, deren Atommasse mit der höchsten Genauigkeit bekannt sind, sind als schwarze Punkte dargestellt. Nuklide, deren Atommasse und Standardunsicherheiten nicht gemessen, sondern aus systematischen Trends extrapoliert wurde (das Zeichen # anstelle eines Dezimalpunkts), sind als rote Punkte markiert.

## NUBASE
Parallel zur AME startete das AMDC im Jahr 1993 eine weitere Datensammlung, die NUBASE-Evaluation (NUclear data BASE) und veröffentlichte die erste Version im Jahr 1997.  Ab dem Jahr 2003 erscheint sie synchron mit der AME. Sie enthält außer Daten für nukleare Grundzustände der Nuklide zusätzlich Daten auch für alle bekannten isomeren Zustände der Nuklide mit Halbwertszeiten größer als 100 ns. Damit erhöht sich die Anzahl der Datensätze von 3436 (Nuklide) in der AME2016 auf 5625 (Nuklide + isomere Zustände) in der NUBASE2016.
NUBASE greift dabei auch auf Daten zurück, für die das AMDC nicht unmittelbar zuständig ist, auf die Evaluated Nuclear Structure Data Files (ENSDF). Die ENSDF werden vom National Nuclear Data Center (NNDC) im Auftrag des International Network of Nuclear Structure and Decay Data Evaluators (NSDD) betreut, das von der International Atomic Energy Agency in Wien gesponsert wird.
Das Ziel von NUBASE ist es, die wichtigsten Daten für jedes Nuklid in einer Tabelle zu versammeln. Das sind
- Massenexzess, stellvertretend für die Atommasse, in keV,
- Anregungsenergie des isomeren Zustands in keV,
- Halbwertszeit (sofern instabil), alle drei Größen jeweils mit Standardunsicherheiten,
- Drehimpuls und Parität Jπ des nuklearen Grundzustands bzw. isomerer Zustände,
- Isospin T, sofern der isomere Zustand zu einem Multiplett Isobarer Analogzustände (IAS) gehört,
- Jahr, aus dem die ENSDF-Daten stammen,
- eine Quellenangabe (Reference),
- dem Jahr der Entdeckung (soweit bekannt) für Grund- und für isomeren Zustand und
- Zerfallsmodi und Verzweigungsverhältnisse.

Wie im Fall der AME2016 wird neben der Veröffentlichung selbst eine computerlesbare ASCII-Datei nubase2016.txt ins Web gestellt, in der man sehr schnell gesuchte Daten zu einem Nuklid oder dessen angeregten Zuständen findet. Man beachte, dass diese ASCII-Datei keine Spaltenbeschriftung enthält.